# 関東大学バスケットボール連盟
一般社団法人関東大学バスケットボール連盟（かんとうだいがくバスケットボールれんめい）は、関東地区の1都7県に所在する大学男子バスケットボール部により構成された競技運営団体である。

## 歴史
- 1924年 - 早稲田大学・立教大学・東京商科大学の三大学により全日本学生籠球連合が結成される
- 1933年 - 関東大学籠球聯合に改称
- 1966年 - 関東地方のリーグが統合され「関東大学バスケットボール連盟」結成
- 1976年 - 早稲田など7校が連盟から分離し、東京七大学リーグを結成。翌年には13大学、翌々年には東京学生連盟（10大学（ビッグテン））を結成。
- 1982年 - リーグ再編により、関東大学連盟に統合される
- 2016年4月1日 - 一般社団法人化[1]

## 主な大会

### リーグ戦
- 5部制。3部以上は2回戦総当り方式、4部は2ステージ制、5部は1回戦総当り方式。入れ替え戦あり。
- 全日本大学バスケットボール選手権大会（全日本インカレ）の予選も兼ねる。
- 戦後には2シーズン制や2リーグ制も導入されていた。
- 最多優勝は日本体育大学の25回。

### 関東大学選手権大会
- 1952年より開催されているトーナメント戦。通称スプリングトーナメント。

### 新人戦
- 原則1，2年生によるトーナメント。

## 加盟校（2020年）[2]

### 1部
- 東海大学
- 筑波大学
- 大東文化大学
- 白鷗大学
- 専修大学
- 日本大学
- 早稲田大学
- 神奈川大学
- 日本体育大学
- 拓殖大学
- 中央大学
- 明治大学

### 2部
- 青山学院大学
- 法政大学
- 国士舘大学
- 東洋大学
- 江戸川大学
- 順天堂大学
- 駒澤大学
- 上武大学
- 明星大学
- 関東学院大学
- 埼玉工業大学
- 東京成徳大学

### 3部
- 玉川大学
- 帝京平成大学
- 國學院大學
- 明治学院大学
- 立教大学
- 西武文理大学
- 桐蔭横浜大学
- 国際武道大学
- 慶應義塾大学
- 山梨学院大学
- 亜細亜大学
- 文教大学

### 4部
- 上智大学
- 日本ウェルネススポーツ大学
- 東京経済大学
- 茨城大学
- 成蹊大学
- 東京理科大学
- 武蔵野大学

- 東京大学
- 東京学芸大学
- 埼玉大学
- 東京都立大学
- 千葉大学
- 東京農業大学
- 横浜市立大学
- 東京外国語大学

- 獨協大学
- 一橋大学
- 横浜国立大学
- 東京都市大学
- 学習院大学
- 成城大学
- 武蔵大学
- 朝鮮大学校
- 城西大学
- 東京都立大学

### 5部
- 神奈川工科大学
- 防衛大学校
- 桜美林大学
- 和光大学
- 東京工業大学
- 立正大学
- 電気通信大学
- 東京農工大学
- 高千穂大学

- 東京海洋大学
- 目白大学
- 東京電機大学
- 千葉工業大学
- 了徳寺大学
- 秀明大学
- 千葉商科大学
- 聖学院大学

- 淑徳大学
- 敬愛大学
- 神田外語大学
- 中央学院大学
- 茨城県立医療大学
- 麗澤大学
- 流通経済大学
- 二松學舍大学
- 開智国際大学

- 高崎経済大学
- 平成国際大学
- 埼玉県立大学
- 日本工業大学
- 群馬大学
- 芝浦工業大学
- 東京国際大学
- 足利大学
- 宇都宮大学
- 関東学園大学

- 駿河台大学
- 自由学園大学
- 創価大学
- 帝京大学
- 山梨大学
- 工学院大学
- 国際基督教大学
- 都留文科大学
- 日本文化大学
- 秀明大学
- 東京国際大学